# Ari Þorgilsson
Ari Þorgilsson (zw. Ari Mądry) (1067 – 9 listopada 1148) – wódz, historyk, kronikarz i pisarz islandzki. Kultura islandzka zawdzięcza mu informacje o przedchrześcijańskiej historii Islandii. 
Napisał wielkie dzieło Konungabók (Księga Królów), zawierające dzieje królów norweskich od początku dynastii Yngling do śmierci Haralda Sigurdssona. Najciekawszym dziełem Thorgilssona jest spisana przed 1133 Íslendingabók (Libellus Islandorum czyli „Księga Islandczyków”), pierwsza historia Islandii w języku islandzkim, uporządkowana według kolejnych rzeczników prawa i biskupów. Íslendingabók ma charakter zwięzłych, suchych informacji, bez większych pretensji literackich, mimo to wywarła duży wpływ na literaturę Islandii, szczególnie na sagi. Odmienna stylem jest Kristni saga, opisująca chrystianizację Islandii.
Ari Thorgilsson jest też prawdopodobnie autorem większej części Landnamabók (pięcioczęściowej „Księgi o zasiedleniu”). W pierwszej podaje krótką historię odkrycia Islandii, w następnych genealogię i historię pierwszych osadników, wraz z dokładnym opisem miejscowości, w których osiedli. Według niektórych znawców był tylko redaktorem pierwszej wersji Landnamabok. 
O życiu Ariego wiadomo niewiele. Kształcił się w szkole klasztornej w Haukadalr, prawdopodobnie był duchownym. 